# Charles Steele
Sir Charles Ronald Steele KCB, DFC (9. listopadu 1897 – 14. února 1973) byl důstojník Royal Air Force, který svou kariéru završil v postavení vrchního velitele Coastal Command.

## Vojenská kariéra
Po absolvování Oundle School a Královské vojenské akademie v Sandhurstu se v roce 1916 stal důstojníkem u pluku Green Howards. Po přeložení k Royal Flying Corps se stal esem se sedmi přiznanými vzdušnými vítězstvími. Po skončení první světové války zůstal příslušníkem Royal Air Force, kde mu byla k 1. srpnu 1919 přiznána definitivní důstojnická hodnost. V roce 1936 byl jmenován velícím důstojníkem 18. peruti a sloužil následně i v druhé světové válce, nejprve ve štábu 3. skupiny a později na velitelství Rhodeské výcvikové letecké skupiny, předtím než byl jmenován nejprve náčelníkem štábu a poté dočasným velitelem 9. skupiny. Odtud postoupil do funkce velícího důstojníka 10. a později 85. skupiny. V červenci 1945 byl jmenován náčelníkem štábu Britských okupačních leteckých sil v Německu.
V roce 1947 se stal velitelem sil letectva na Maltě a v roce 1950 byl jmenován do funkce vrchního velitele Coastal Command, odkud v roce 1952 odešel do výslužby.